# Špigelski Breg
Špigelski Breg – wieś w Chorwacji, w żupanii zagrzebskiej, w mieście Jastrebarsko. W 2011 roku pozostawała niezamieszkana.